# 油酸镁
油酸镁是一种羧酸盐，化学式为Mg(C18H33O2)2。它可由氯化镁和硬脂酸钠反应制得，或氧化镁和油酸加热反应得到。它可溶于液体石蜡，并可增加其抗磨性能。